# Palacio Petrovski

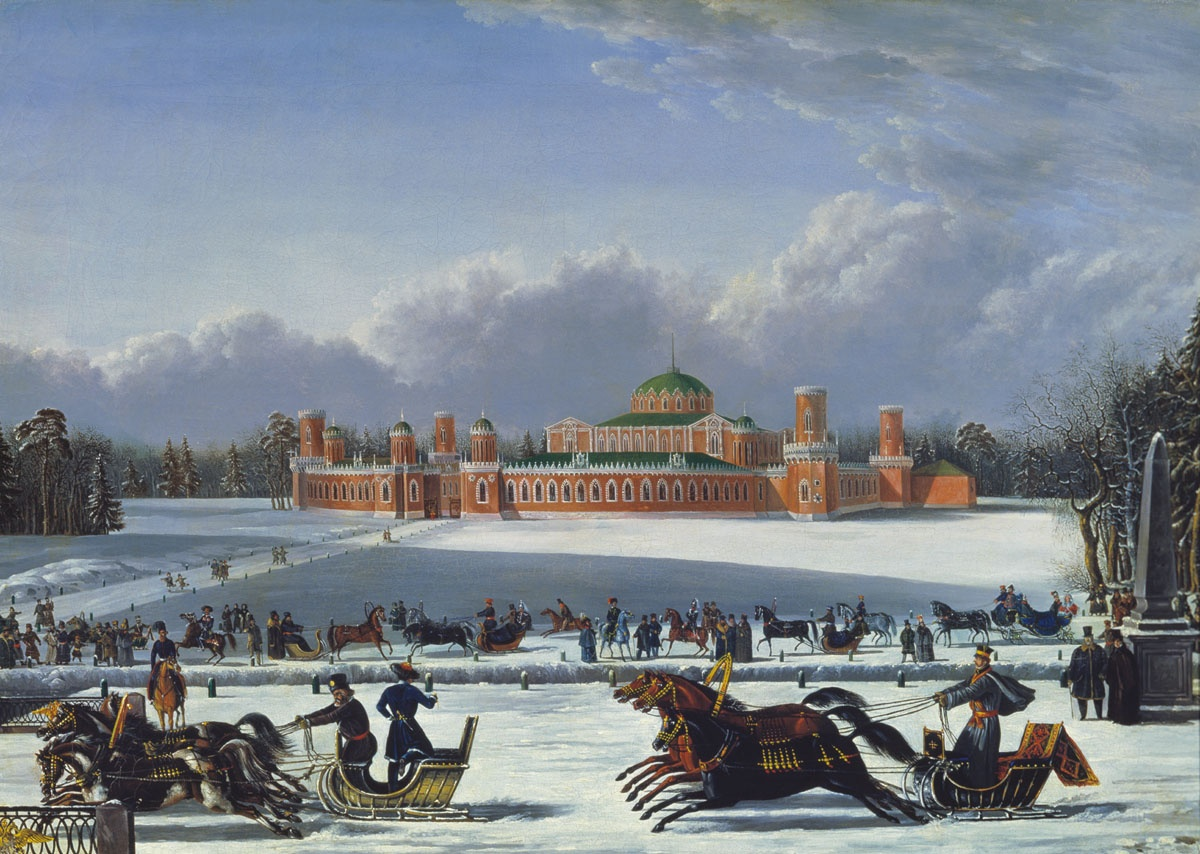
Carrera de trineos en el parque Petrovski (década de 1830 o 1840)

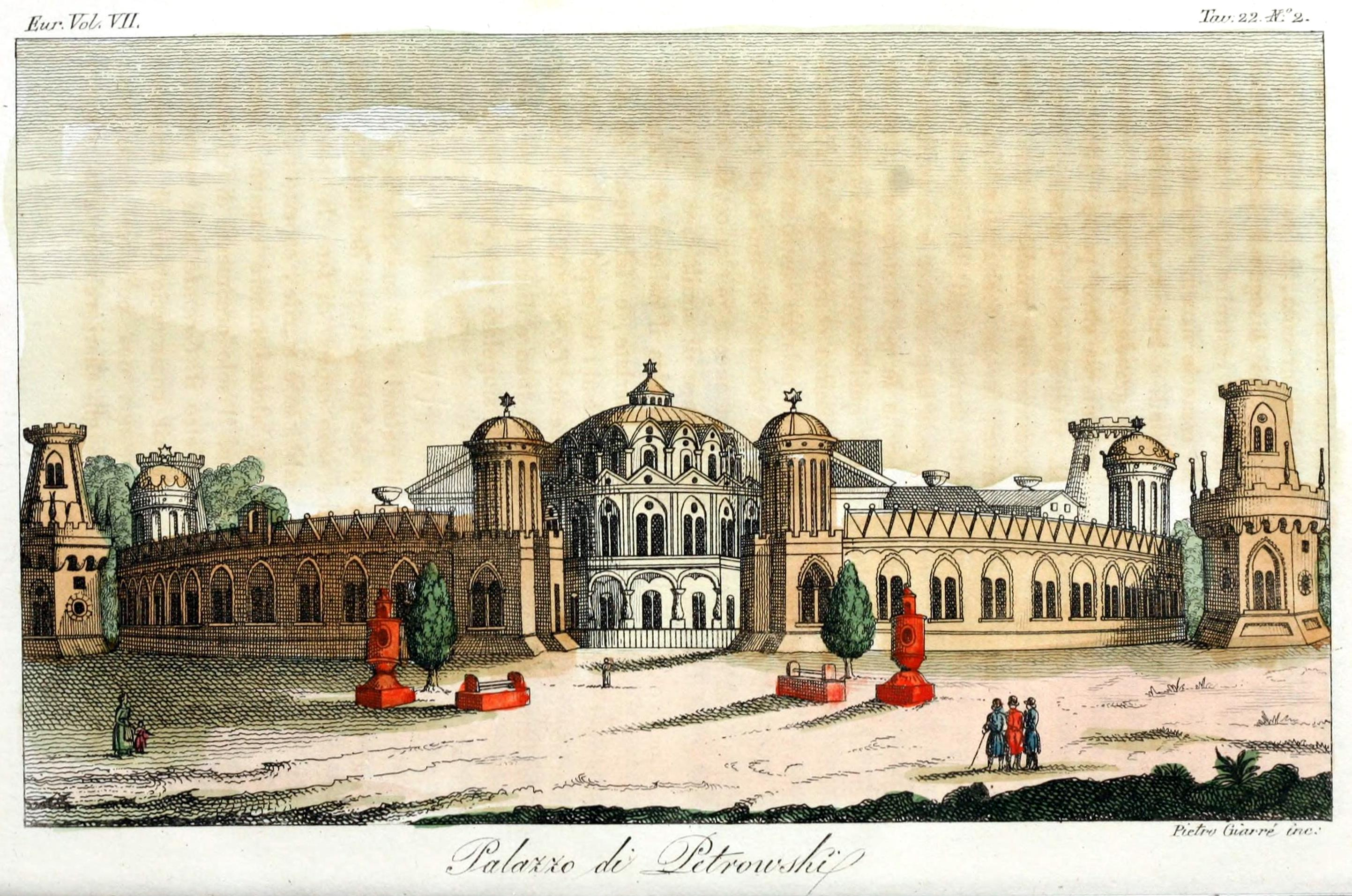
Ilustración que muestra el Palacio Petrovski (1831)

El Palacio Petrovski (en ruso: Петровский путевой дворец) es un edificio palaciego ubicado en las afueras de Moscú (Rusia) en la Avenida de Leningrado. Fue construido en 1780 en honor a la victoria rusa en la guerra ruso-turca por orden de la emperatriz Catalina II y se usó como residencia de los nobles que se encontraban de viaje entre San Petersburgo y Moscú. La zona verde que rodea el Palacio se convirtió posteriormente en un parque paisajístico. Cuando Napoleón se encontró Moscú en llamas en 1812, se detuvo aquí con su guardia. Desde 2021 el palacio funciona como un hotel boutique y un museo.

## Historia

### Construcción
En la década de 1770, Catalina la Grande decidió construir un nuevo palacio que se utilizaría para escalas cortas en el camino de San Petersburgo a Moscú.  Además de su utilidad práctica, la construcción del palacio también tuvo un carácter simbólico y estuvo relacionada con la victoria de Rusia en la guerra ruso-turca y con la firma del Tratado de Küçük Kaynarca. La dirección de la obra fue inicialmente confiada a Vasili Bazhénov, aunque poco después pasó a manos de Matvéi Kazakov.
Gracias a la intensa actividad del arquitecto jefe, la obra se completó en un tiempo relativamente corto: las principales obras de construcción se terminaron en 1779 y la decoración interior en 1783. La rapidez de la construcción también quedó demostrada en los dibujos del proyecto del arquitecto, que muestran el palacio en proceso de construcción y que difieren en muchos detalles del edificio real. Según los planos que se conservan, el palacio debía contar con más decoraciones. A pesar de estas diferencias, no se realizaron cambios significativos en la composición original.
Catalina II utilizó el palacio sólo dos veces: en 1785 pasó cuatro días allí en su camino desde Nóvgorod y diez días en su camino desde Crimea en 1787.  Después de Pablo I, los monarcas rusos utilizaron el palacio como última parada en su camino hacia la coronación en el Kremlin.
En septiembre de 1812, después de la ocupación de la ciudad por las tropas francesas, el emperador Napoleón se vio obligado a retirar sus tropas de Moscú e instalar su cuartel general en el Palacio Petrovski después de que el centro de la ciudad fuera destruido por un enorme incendio, provocado muy posiblemente por saboteadores rusos.

### Después de la revolución de octubre
En julio de 1920, por insistencia del Comisario del Pueblo de Educación, Anatoli Lunacharski, el complejo fue transferido a la Fuerza Aérea Soviética:

Teniendo en cuenta el gran futuro que le espera a la aviación, considero muy conveniente transferir el Palacio Petrovski a la administración de la flota aérea, sobre todo porque, según tengo información, este palacio ha quedado prácticamente inhabitable y no es racional su uso actual. Aviaflot podría convertir este edificio en un edificio residencial. No es difícil acordar una vigilancia permanente por parte de su departamento del edificio, que en ningún caso permitiría daños en el mismo, como monumento histórico y artístico. <...>Insistiría firmemente en la necesidad de disponer del palacio precisamente para este fin.

En 1923, la Academia de la Fuerza Aérea que lleva el nombre de N. E. Zhukovsky se trasladó al palacio y comenzó una reconstrucción integral del edificio para sus propias necesidades, y el nombre se cambió a Palacio de la «Aviación Roja». En el edificio principal del palacio se reabrió como comedor, se dispusieron también oficinas administrativas y una biblioteca, y el ala izquierda se destinó a la imprenta, el ala derecha se convirtió en laboratorio y los trabajadores de la academia se instalaron en los edificios anexos. Si bien las salas principales del primer piso conservaron parcialmente la decoración arquitectónica, las del segundo y tercer piso fueron completamente rediseñadas. Por ejemplo, se instaló un conducto de ventilación a lo largo de la fachada, se reemplazaron los techos del ala izquierda y se instalaron un tanque de combustible y un pozo de carbón en el ala derecha. En el otoño de 1941, el edificio albergaba el cuartel general de la aviación de largo alcance y de las fuerzas de defensa aérea.
En la actualidad, el Palacio Petrovski forma parte de los límites de la ciudad de Moscú y la estación de metro más cercana es Dinamo. Desde 1997, el palacio está bajo la jurisdicción de la administración de la ciudad. En 1998, por iniciativa del alcalde de Moscú, Yuri Luzhkov, el palacio recuperó su antiguo nombre. A causa de las numerosas transformaciones que el palacio ha sufrido a lo largo de los años, sólo han sobrevivido algunos fragmentos históricos: la decoración de la Sala Redonda y de los cuatro vestíbulos, la escalera principal y algunos muebles. Desde 2011, en el primer piso y en las alas del palacio se encuentra un complejo hotelero, mientras que la planta baja se utiliza como museo. El palacio es también la Casa de Recepciones oficial del gobierno de Moscú.